# Птичий Базар (мыс)
Пти́чий База́р — мыс на побережье Восточно-Сибирского моря, расположенный в западной части острова Врангеля. Относится к Иультинскому району Чукотского автономного округа. Является скальным останцом на известняковых обрывах побережья.
На мысе находятся колонии морских птиц с гнездованием моёвки, толстоклювой кайры (наиболее многочисленных), берингова баклана, бургомистра, чистика и, единично, ипатки. Всего насчитывается около 50 тыс. особей.
Поблизости находится полевой стационар заповедника «Остров Врангеля», куда организованы экологические туры.